# Alfredo López Austin
Alfredo López Austin (Ciudad Juárez, Chihuahua; 12 de marzo de 1936-Ciudad de México, 15 de octubre de 2021) fue un historiador mexicano. Uno de los más connotados estudiosos del México precolombino, experto en cosmovisión mesoamericana y en los pueblos indígenas de México. Fue investigador emérito del Instituto de Investigaciones Antropológicas de la Universidad Nacional Autónoma de México (UNAM) y profesor de náhuatl clásico, Mesoamérica y cosmovisión indígena de México en la Facultad de Filosofía y Letras de la misma universidad, donde fue formador de varias generaciones de historiadores y antropólogos. 

## Trayectoria
Estudió Derecho en la Universidad Autónoma de Nuevo León (1954-1955) y en la Facultad de Derecho de la Universidad Nacional Autónoma de México (UNAM) (1956-1959). Se tituló con la tesis La Constitución Real de México Tenochtitlán. Entre 1965 y 1968, estudió historia en la Facultad de Filosofía y Letras de la UNAM, graduándose con una tesina acerca de los cuestionarios empleados por Fray Bernardino de Sahagún durante la elaboración de su obra. De 1968 a 1970, estudió la maestría en historia en la misma facultad. Su tesis de maestría se tituló Hombre-dios. Religión y política en el mundo náhuatl. Paralelamente a sus estudios de licenciatura y maestría en historia, se desempeñó como investigador del Instituto de Investigaciones Históricas de la UNAM entre 1965 y 1976. Ese mismo año, pasó al Instituto de Investigaciones Antropológicas de la misma universidad. Entre 1970 y 1972, estudió el doctorado, titulándose en 1980 con la tesis Cuerpo humano e ideología: Las concepciones de los antiguos nahuas. López Austin recibió durante sus años de formación la influencia de la escuela historiográfica de los Annales, más en concreto del historiador francés Fernand Braudel, cuyo concepto de los distintos tiempos históricos fue reelaborado por López Austin para explicar la realidad histórica de Mesoamérica y para acuñar el concepto de núcleo duro.
Sus investigaciones más conocidas son las de la antigua concepción del cuerpo humano y de las distintas almas que lo componen; las de la naturaleza del mito mesoamericano; las de la creación del mundo, y las de la geometría y el funcionamiento cósmicos. En sus trabajos refleja su interés por entender la cultura mesoamericana desde la propia visión indígena, a la par que acuña el término núcleo duro y replantea el concepto de mito. En los últimos años, López Austin dirigió sus esfuerzos a comparar las tradiciones religiosas mesoamericana y andina. En esta tarea, ha trabajado en conjunto con el investigador peruano Luis Millones.[cita requerida]

## Vida personal
Nació el 12 de marzo de 1936 en Ciudad Juárez, Chihuahua, México. En 1962 contrajo nupcias con quien sería la compañera de toda su vida: la chihuahuense Martha Rosario Luján Pedrueza. Fue padre del biólogo y experto en informática Alfredo Xallápil López Luján, así como del también mesoamericanista y arqueólogo Leonardo López Luján. Con este último produjo una amplia obra conjunta que fue acreedora a varios reconocimientos por la virtuosa conjunción de las perspectivas arqueológica, histórica y etnográfica.
Falleció el 15 de octubre de 2021.

## Obra

### Cosmovisión
La cosmovisión fue uno de los pilares conceptuales de la obra académica de López Austin. Él la definía como «el conjunto de doctrinas relacionadas entre sí en forma relativamente potente, con el que un individuo, un grupo social o una comunidad en un momento histórico, pretende crear una nueva perspectiva de cómo es el universo». La cosmovisión fue entendida por López Austin también como un hecho histórico producto de la burguesía en el devenir del tiempo llamado de larga duración. Así, la cosmovisión pertenece al mundo cultural y a los procesos históricos que tardan muchos siglos en transcurrir.

### Núcleo duro
López Austin entendió el núcleo duro como el conjunto de elementos de una cosmovisión que tienen una gran resistencia al cambio histórico y que estructuran y dan sentido al resto de la cosmovisión. Así, el núcleo duro está constituido por elementos, estructuras y esquemas que tardan mucho tiempo en cambiar y transformarse o que se transforman de modo muy lento y paulatino. El núcleo duro se encarga de estructurar y dar forma a los elementos nuevos y maleables que se van incorporando a la cosmovisión. Este concepto lo han utilizado ampliamente colegas y alumnos, pues explica las largas continuidades ideológicas presentes en la historia mesoamericana.

### Mito
El  historiador mexicano reformuló en su libro Los mitos del tlacuache el concepto de mito y lo adaptó para explicar la realidad mesoamericana. Para él, el mito mesoamericano se entiende como un hecho social e histórico que, sometido a la larga duración, consiste en una serie de mitos y relatos que explican las características principales, naturaleza y origen de los seres que habitan el mundo. El mito atribuye la naturaleza del mundo a un conjunto de acciones de los seres divinos. El mito posee dos núcleos: la creencia y la narración. Las creencias son concepciones causales y clasificatorias que se expresan de manera diversa y dispersa. La narración consiste en relatos en formas de hazaña que finalizan cuando los seres quedan hechos tal como son ahora cuando nace el tiempo. Su definición de mito difiere de las de otros autores como Claude Lévi-Strauss y Joseph Campbell.